# Тундровая (приток Еловки)
Тундровая — река на полуострове Камчатка в России. Длина реки — 32 км. Протекает по территории Усть-Камчатского района.
Начинается в небольшом озере к востоку от горы Учкарен. Течёт в южном направлении по болотистой низине. Впадает в реку Еловка слева на расстоянии 147 км от её устья на высоте 111 метров над уровнем моря.
По данным государственного водного реестра России относится к Анадыро-Колымскому бассейновому округу. Код водного объекта — 19070000112120000016360.